# 纖毛折尾蝦
纖毛折尾蝦（学名：Uroptychus ciliatus）为劣柱蝦科折尾蝦屬下的一个种。